# Erdei ibolya
Az erdei ibolya (Viola reichenbachiana) a Malpighiales rendjébe, ezen belül az ibolyafélék (Violaceae) családjába tartozó faj.
A fajnevét Heinrich Gottlieb Ludwig Reichenbach német botanikusról kapta.

## Előfordulása
Az erdei ibolya Dél- és Közép-Európa területén található meg. Ez a növényfaj előfordul a Bükk-vidéken is.

## Megjelenése
Az erdei ibolya 5–20 centiméter magas, évelő növény. Szára ritkán heverő, többnyire felemelkedő vagy felálló. Tő- és szárlevelei mélyen szíves, vállból széles vagy hosszúkás tojás alakúak, felső oldalukon elszórtan szőrösek, fonákjuk gyakran lilás. Pálháik hosszú, fonalas rojtúak. A világos ibolyaszínű, ritkán fehér virágok 2 centiméternél kisebbek, torkuk sötétebb, sarkantyújuk barázdált, 5–6 milliméter hosszú. A sziromlevelek hosszúkásak, egymást nem vagy alig fedik.

## Életmódja
Az erdei ibolya lomb-, tűlevelű és elegyes erdőkben, cserjésekben, vágásokban fordul elő. Tápanyagban gazdag, humuszos, meszes vályogtalajokon él. A virágzási ideje áprilistól május végéig tart.

## Képek

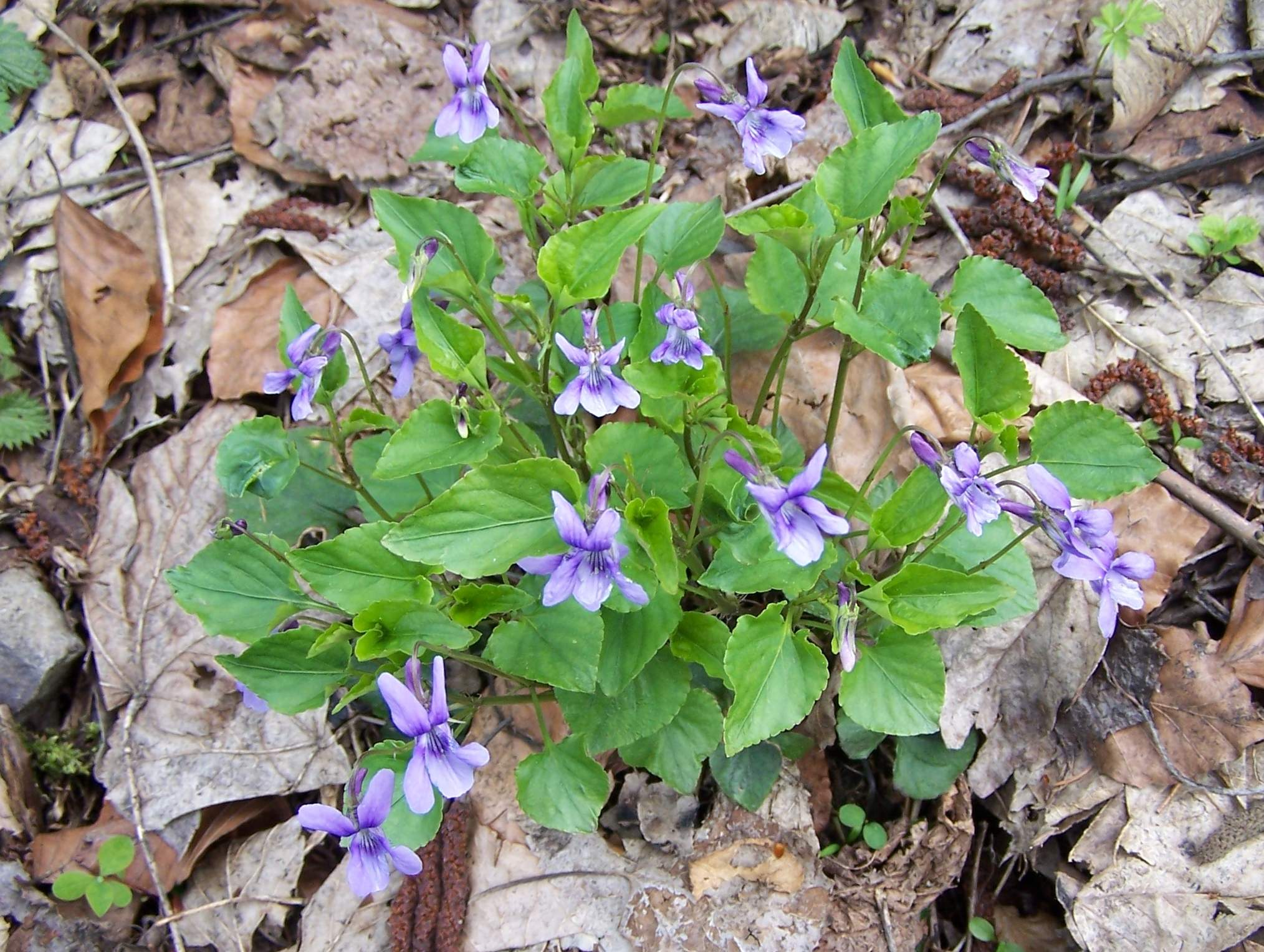
Virágai és levelei
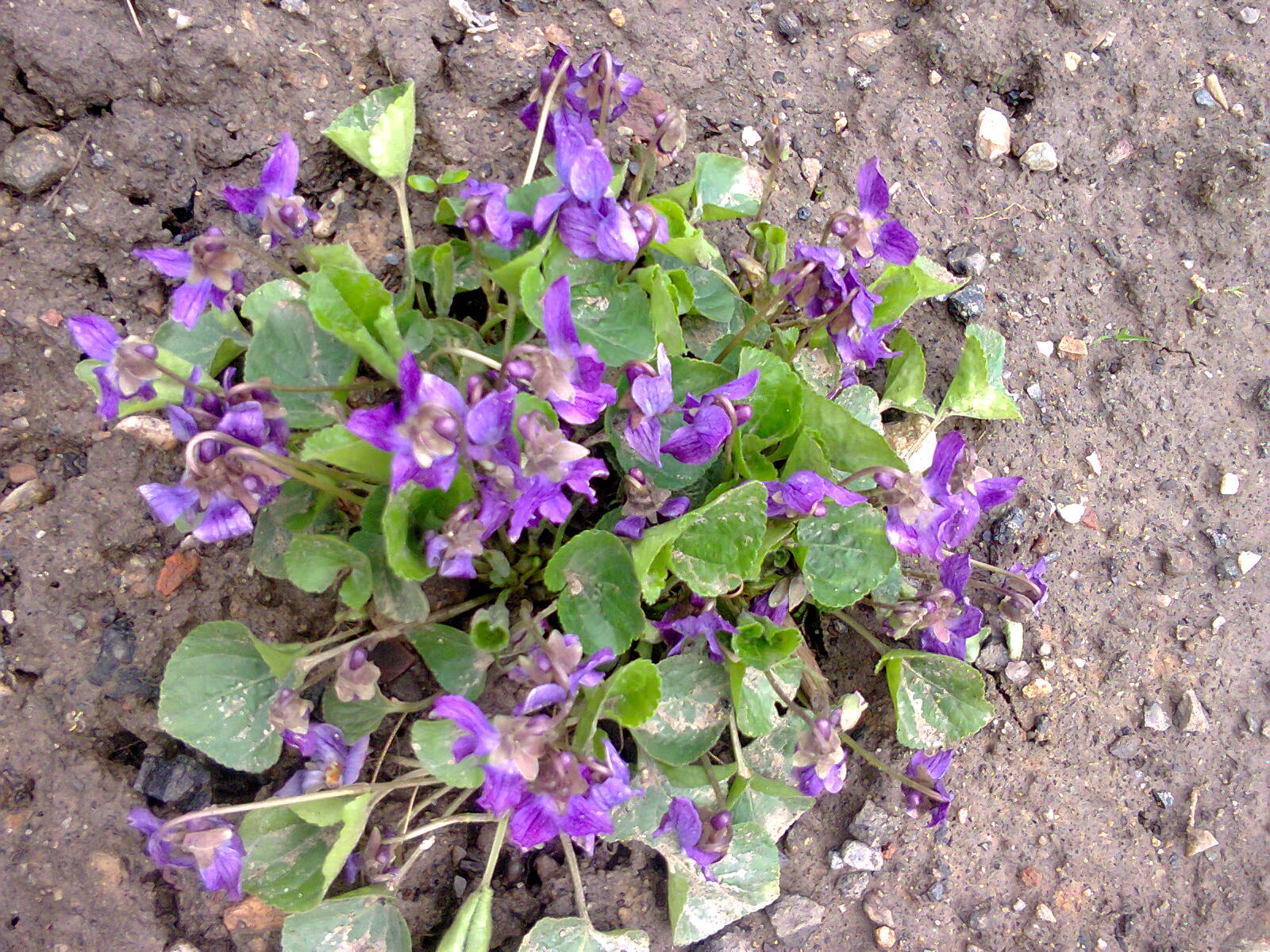
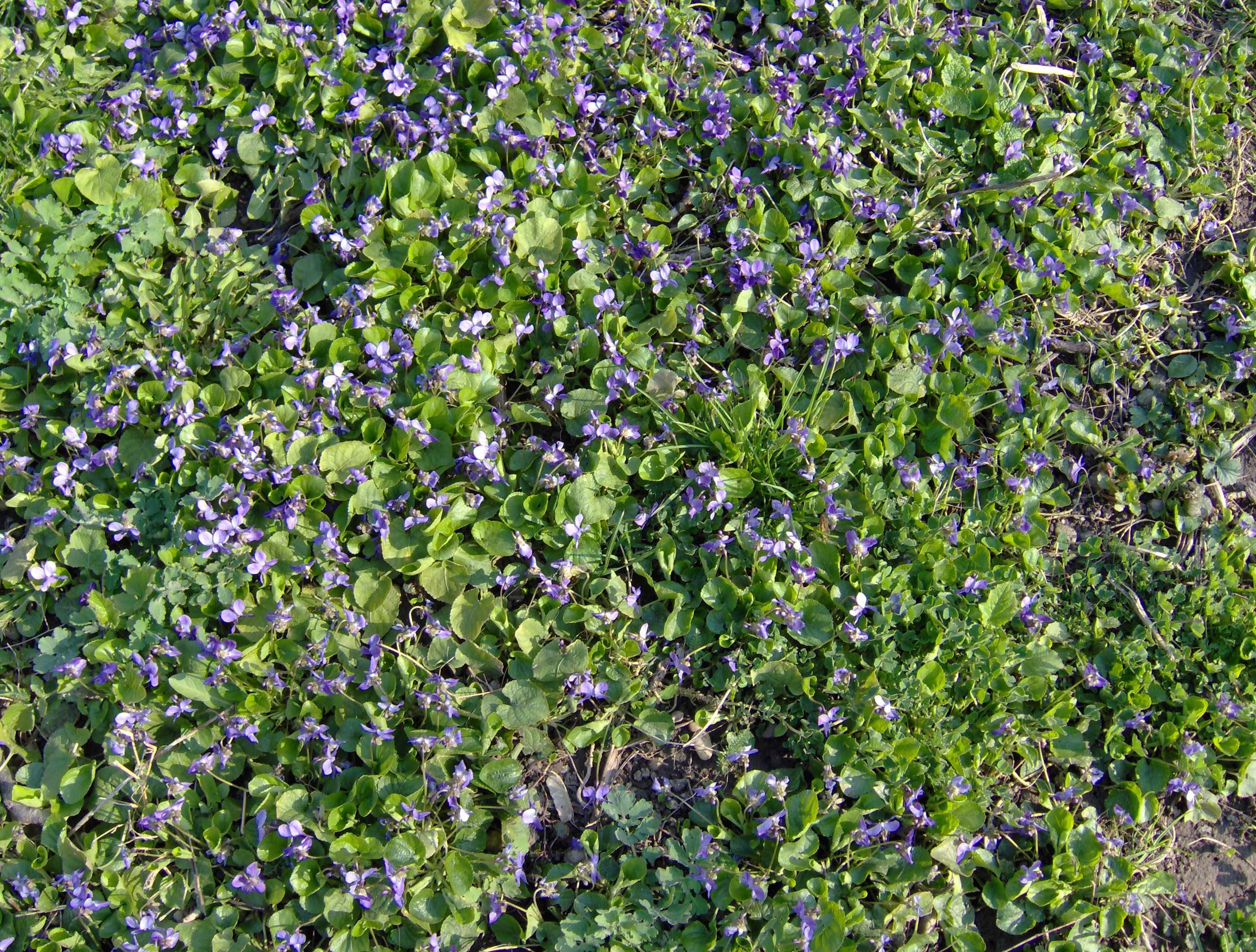
Erdei ibolya pázsit
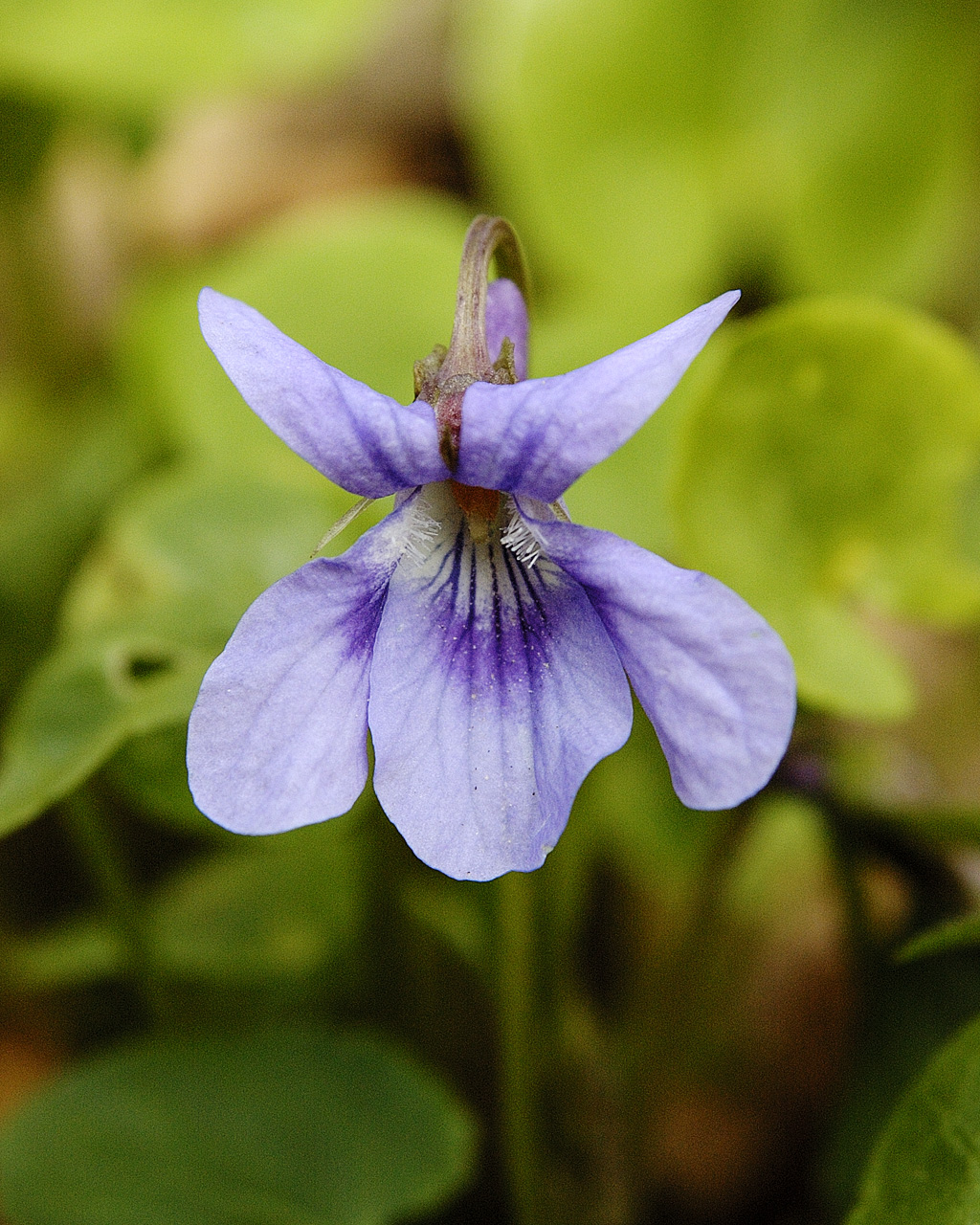
A virága közelről
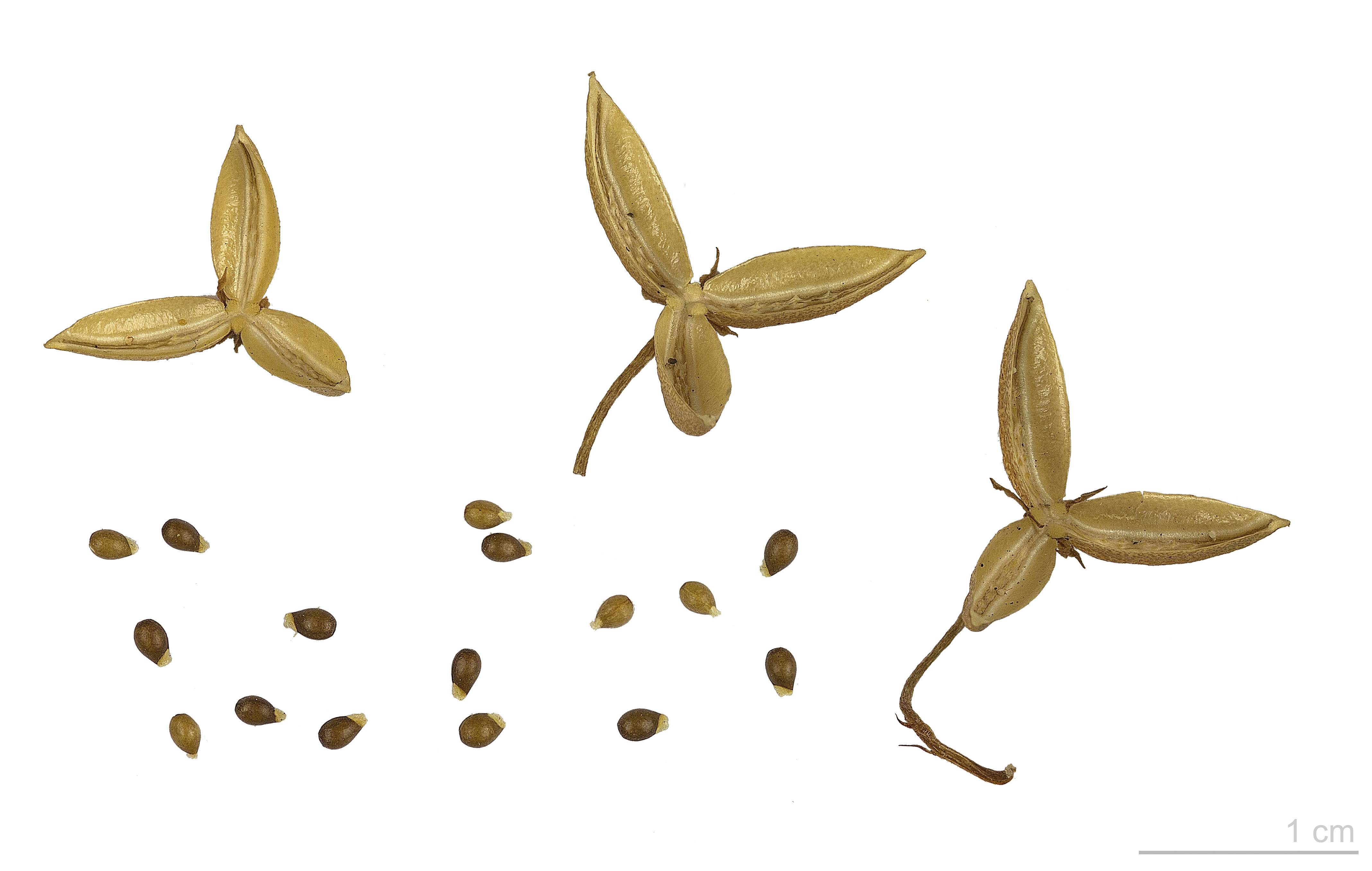
Termései és magvai